# یورمالا (استان آرخانگلسک)
یورمالا (به لاتین: Yurmala) یک منطقهٔ مسکونی در روسیه است که در استان آرخانگلسک واقع شده‌است.